# Alfa Romeo 110AF
Il 110AF è stato un modello di filobus prodotto dall'Alfa Romeo dal 1938 al 1944. È stato il primo filobus Alfa Romeo a tre assi progettato per essere utilizzato su reti di grande e media estensione.
In servizio durante la seconda guerra mondiale, molti esemplari circolanti sulla rete di Milano vennero sequestrati oppure gravemente danneggiati dall'esercito nazista dal 1943 al 1944. I restanti veicoli sono stati radiati nel 1965. Tre esemplari 110 AF/2, che erano in uso sulla rete di Roma, vennero rimessi a nuovo dall'ATM di Milano e riutilizzati sulla rete meneghina fino al 1973.
Oltre a Milano e Roma, questo modello di filobus è stato utilizzato nelle reti di Genova, Napoli, Palermo, Salerno, Venezia Lido. 
Durante la seconda guerra mondiale, le autorità di occupazione tedesche rubarono tre filobus da Roma e li trasferirono a Gdynia, dove entrarono in servizio nel 1947.

## Carrozzerie ed esemplari prodotti
Le versioni prodotte per l'ATM di Milano furono:
- Modello 110 AF/5 - carrozzata da Macchi - Breda: 20 esemplari costruiti nel 1939;
- Modello 110 AF/5 - carrozzata da Varesina-Breda: 10 esemplari costruiti nel 1939;
- Modello 110 AF/8 - carrozzata da Macchi-CGE: 10 esemplari costruiti dal 1943 al 1944;

Le aziende che carrozzarono gli esemplari che circolarono nelle altre città furono Casaro, SIAI Marchetti, Macchi, Varesina, Piaggio ed Officine Reggiane.

## Caratteristiche tecniche
Il motore installato era un Breda MTR 290/230 oppure un CGE CV 1216. La potenza erogata era di 120 CV per il primo e 114 CV per il secondo. L'avviamento era a pedale, più precisamente non automatico per il Breda e automatico MRA per il CGE. La posizione del volante era centrale per tutti i modelli, tranne che per l'AF/8, che era a destra.